# Liste der Bodendenkmäler in Biebelried
Auf dieser Seite sind die Bodendenkmäler in der unterfränkischen Gemeinde Biebelried zusammengestellt. Diese Tabelle ist eine Teilliste der Liste der Bodendenkmäler in Bayern. Grundlage ist die Bayerische Denkmalliste, die auf Basis des Bayerischen Denkmalschutzgesetzes vom 1. Oktober 1973 erstmals erstellt wurde und seither durch das Bayerische Landesamt für Denkmalpflege geführt wird. Die folgenden Angaben ersetzen nicht die rechtsverbindliche Auskunft der Denkmalschutzbehörde.

## Bodendenkmäler in Biebelried

### Bodendenkmäler im Ortsteil Biebelried
| Lage                  | Objekt | Akten-Nr.     | Bild |
| --------------------- | --- | ------------- | ---- |
| Biebelried (Standort) | Siedlung der Michelsberger Kultur und der Latènezeit. | D-6-6226-0013 |      |
| Biebelried (Standort) | Siedlung der Bronzezeit und der Urnenfelderzeit. | D-6-6226-0014 |      |
| Biebelried (Standort) | Siedlung der Urnenfelderzeit. | D-6-6226-0015 |      |
| Biebelried (Standort) | Siedlung der Urnenfelderzeit und der Hallstattzeit. | D-6-6226-0035 |      |
| Biebelried (Standort) | Siedlung der Latènezeit. | D-6-6226-0088 |      |
| Biebelried (Standort) | Archäologische Befunde des Mittelalters und der frühen Neuzeit im Bereich des Johanniterkastells des 13. Jahrhunderts von Biebelried.                                          | D-6-6226-0089 |      |
| Biebelried (Standort) | Bestattungsplatz mit Grabhügeln vorgeschichtlicher Zeitstellung. | D-6-6226-0090 |      |
| Biebelried (Standort) | Siedlung der Urnenfelderzeit. | D-6-6226-0141 |      |
| Biebelried (Standort) | Viereckschanze der jüngeren Latènezeit. | D-6-6226-0162 |      |
| Biebelried (Standort) | Siedlung der Urnenfelderzeit, der Latènezeit, der römischen Kaiserzeit und des frühen Mittelalters.                                                                            | D-6-6226-0182 |      |
| Biebelried (Standort) | Siedlung der Latènezeit. | D-6-6226-0190 |      |
| Biebelried (Standort) | Siedlung der Hallstattzeit. | D-6-6226-0193 |      |
| Biebelried (Standort) | Siedlung vorgeschichtlicher Zeitstellung. | D-6-6226-0196 |      |
| Biebelried (Standort) | Siedlung der Hallstattzeit. | D-6-6226-0197 |      |
| Biebelried (Standort) | Archäologische Befunde der frühen Neuzeit im Bereich der Vorgängerbauten der Katholischen Pfarrkirche St. Johannis Enthauptung von Biebelried mit angrenzendem Friedhofsareal. | D-6-6226-0205 |      |
| Biebelried (Standort) | Siedlung des frühen Mittelalters. | D-6-6226-0280 |      |

### Bodendenkmäler im Ortsteil Kaltensondheim
| Lage                      | Objekt | Akten-Nr.     | Bild |
| ------------------------- | --- | ------------- | ---- |
| Kaltensondheim (Standort) | Siedlung des Neolithikums, der jüngeren Latènezeit und der Hallstattzeit. | D-6-6226-0041 |      |
| Kaltensondheim (Standort) | Siedlung der Hallstattzeit. | D-6-6226-0091 |      |
| Kaltensondheim (Standort) | Bestattungsplatz mit Grabhügeln vorgeschichtlicher Zeitstellung. | D-6-6226-0092 |      |
| Kaltensondheim (Standort) | Bestattungsplatz mit Grabhügel vorgeschichtlicher Zeitstellung. | D-6-6226-0142 |      |
| Kaltensondheim (Standort) | Siedlung der Linearbandkeramik. | D-6-6226-0163 |      |
| Kaltensondheim (Standort) | Siedlung der Linearbandkeramik. | D-6-6226-0164 |      |
| Kaltensondheim (Standort) | Archäologische Befunde im Bereich der ehemalige spätmittelalterlichen Marienkapelle und der frühneuzeitlichen Simultanpfarrkirche St. Andreas von Kaltensondheim, einschließlich umfriedetem Kirchhof mit Körpergräbern. | D-6-6226-0202 |      |

### Bodendenkmäler im Ortsteil Repperndorf
| Lage                   | Objekt                                                                      | Akten-Nr.     | Bild |
| ---------------------- | --------------------------------------------------------------------------- | ------------- | ---- |
| Repperndorf (Standort) | Bestattungsplatz mit verebneten Grabhügeln vorgeschichtlicher Zeitstellung. | D-6-6226-0154 |      |

### Bodendenkmäler im Ortsteil Westheim
| Lage                | Objekt | Akten-Nr.     | Bild |
| ------------------- | --- | ------------- | ---- |
| Westheim (Standort) | Siedlung des Neolithikums und der Urnenfelderzeit. | D-6-6226-0008 |      |
| Westheim (Standort) | Siedlung des Neolithikums. | D-6-6226-0025 |      |
| Westheim (Standort) | Siedlung der Jungsteinzeit, der Urnenfelderzeit und der jüngeren Latènezeit. | D-6-6226-0026 |      |
| Westheim (Standort) | Siedlung der Urnenfelderzeit. | D-6-6226-0034 |      |
| Westheim (Standort) | Freilandstation des Paläolithikums, Siedlung des Spätneolithikums, der Hallstattzeit, der jüngeren Latènezeit und der römischen Kaiserzeit.                                      | D-6-6226-0064 |      |
| Westheim (Standort) | Siedlung der Hallstattzeit. | D-6-6226-0094 |      |
| Westheim (Standort) | Siedlung vor- und frühgeschichtlicher Zeitstellung. | D-6-6226-0143 |      |
| Westheim (Standort) | Siedlung vor- und frühgeschichtlicher Zeitstellung. | D-6-6226-0144 |      |
| Westheim (Standort) | Siedlung vor- und frühgeschichtlicher Zeitstellung. | D-6-6226-0145 |      |
| Westheim (Standort) | Archäologische Befunde des Mittelalters und der frühen Neuzeit im Bereich der Evangelisch-Lutherischen Pfarrkirche und ihres Kirchhofs von Westheim sowie ihrer Vorgängerbauten. | D-6-6226-0203 |      |
| Westheim (Standort) | Pingenfelder des Mittelalters und der frühen Neuzeit. | D-6-6226-0282 |      |